# ويليام ستيفنسون (ملاكم)
وليام سامويل ستيفنسون الحاصل على وسام كندا برتبة رفيق وعلى الصليب العسكري وميدالية الصليب الطائر (23 يناير عام 1897- 31 يناير عام 1989)، كان جندياً كندياً وطيّاراً ورجل أعمال ومخترعًا ومسؤول تجسس وكبير ممثلي تنسيق الأمن البريطاني (BSC) للنصف الغربي من الكرة الأرضية خلال الحرب العالمية الثانية. اشتهر باسمه الحركي الاستخباراتي أثناء الحرب «إنتربد» (الشجاع). اعتُبر أحد الملهمين الواقعيين لظهور شخصية جيمس بوند. كتب إيان فليمنج ذات مرة أن «جيمس بوند هو نسخة عالية الرومانسية من جاسوس حقيقي، الشخصية الواقعية هي وليام ستيفنسون».
سلّم ستيفنسون الأسرار العلمية البريطانية إلى فرانكلين روزفلت وأرسل الرسائل الأمريكية إلى ونستون تشرتشل بصفته رئيساً لتنسيق الأمن البريطاني. إضافة إلى ذلك، نُسب له الفضل في تغيير الرأي العام الأمريكي من الموقف الانعزالي إلى قابلية دعم دخول أمريكا إلى الحرب العالمية الثانية.

## النشأة
وُلد وليام سامويل كلوستون ستانجر في 23 يناير من عام 1897 في حي بوينت دوغلاس في مدينة وينيبيغ في مقاطعة مانيتوبا الكندية. تعود أصول والدته إلى أيسلندا بينما تعود أصول والده إلى جزر أوركني. لم يكن بوسع والديه الاعتناء به لذا تبنّته عائلة أيسلندية ومنحته اسم «ستيفنسون».
ترك ستيفنسون المدرسة في وقت مبكر ليعمل كعامل رسائل بريدية. في يناير من عام 1916، تطوّع للخدمة العسكرية في كتيبة 101 ما وراء البحار ضمن قوّات الإنزال الكندية خلال الحرب العالمية الأولى. غادر إلى إنجلترا عبر سفينة «آر إم إس أوليمبيك» في 29 يونيو من عام 1916 ووصل في 6 يوليو من العام ذاته. قُسّمت الكتيبة 101 في إنجلترا لذا نُقل إلى الكتيبة الاحتياطية 17 في إيست ساندلغ في مدينة كينت. وفي 17 يوليو، نُقل إلى مستودع التدريب الهندسي الكندي. أُدرج اسمه في قائمة الفريق الاحتياطي في المقر الرئيسي لمستودع التدريب الكندي في شورنكليف، ثمّ رُقّي إلى رتبة رقيب في مايو من عام 1917.
في 15 أغسطس من عام 1917، استُبعد ستيفنسون رسمياً من قوات الإنزال الكندية وفُوّض إلى القوات الجوية الملكية. أُرسل إلى السرب 73 في 9 فبراير من عام 1918، حيث حلّق بطائرة سوبويث كاميل ثنائية السطح وأحرز 12 انتصاراً ليصبح بذلك طيّاراً بارعاً قبل أن تُسقط وتُحطّم طائرته خلف خطوط العدو في 28 يوليو من عام 1918.

## فترة ما بين الحربين
غادر ستيفنسون كندا إلى إنجلترا بعد الحرب العالمية الأولى، حيث أصبح ثرياً نتيجةً لعلاقاته التجارية في العديد من البلدان. تزوّج ستيفنسون من وريثة التبغ أمريكية الجنسية ماري فرينش سيمونز في عام 1924. وفي العام ذاته، حصل ستيفنسون وجورج دبليو والتون على براءة اختراع لنظام ينقل الصور الفوتوغرافية عبر شبكة لا سلكية، حيث ربحا من براءة الاختراع هذه 100,000 جنيه إسترليني سنوياً لمدة 18 عاماً. انتقل ستيفنسون بسرعة من صناعة مربحة إلى أخرى، حيث عمل في التصنيع اللا سلكي (الشركة العامة الإذاعية المحدودة) وتصنيع الطائرات (شركة الطيران العامة المحدودة)، كما أسس شركة «بريسد ستيل» لتصنيع هياكل السيارات من أجل صناعات السيارات البريطانية، عمل أيضاً في البناء والإسمنت وفي استديوهات شيبرتون التي كانت أكبر استديوهات الأفلام في العالم خارج هوليوود.
في أوائل أبريل من عام 1936، قدّم ستيفنسون طوعياً بعض المعلومات السرية إلى رئيس الوزراء البريطاني ونستون تشرشل، حيث كشفت هذه المعلومات عن كيفية بناء حكومة أدولف هتلر النازية لقواتها المسلحة وإخفائها للنفقات العسكرية التي قُدّرت بحوالي 800,000,000 جنيه إسترليني. اعتُبر الأمر انتهاكاً واضحاً لشروط معاهدة فرساي، كما كشف عن الخطر النازي المتزايد على الأمن الأوروبي والدولي. قدّم تشرشل هذه المعلومات إلى البرلمان بهدف التحذير من سياسات التسوية التي تتبعها حكومة نيفيل تشامبرلين.

## الحرب العالمية الثانية
بعد بداية الحرب العالمية الثانية (وعلى الرغم من اعتراضات السير ستيوارت مينزيس الذي كان رئيس الاستخبارات البريطانية في زمن الحرب) أرسل رئيس الوزراء ونستون تشرتشل ستيفنسون إلى الولايات المتحدة في 21 يونيو من عام 1940. أُرسل ستيفنسون إلى الولايات المتحدة لإنشاء تنسيق الأمن البريطاني (BSC) بسرّية في مدينة نيويورك، وذلك قبل دخول الولايات المتحدة إلى الحرب بعام كامل.
أدرجت وزارة الخارجية تنسيق الأمن البريطاني ككيان أجنبي، حيث عمل التنسيق انطلاقاً من الغرفة 3603 في مركز روكفلر. انشقّ التنسيق عن مكتب مراقبة جوازات السفر البريطانية وحمل اسم المكتب. لم يتصرّف التنسيق بوصفه مقرًا تنفيذيًا بل إداريًا، حيث كان تابعاُ لجهاز الاستخبارات البريطاني (SIS) وهيئة العمليات الخاصة (SOE)، كما فتح طريقاً للتواصل والتنسيق بين منظمات الأمن والاستخبارات الأمريكية والبريطانية.
شملت توجيهات ستيفنسون الأولية لتنسيق الأمن البريطاني:
1. التحقيق في أنشطة العدو.
2. اتخاذ التدابير الأمنية ضد تخريب الممتلكات البريطانية.
3. تنظيم الرأي العام الأمريكي لصالح مساعدة بريطانيا.

توسّع نطاق هذه التوجيهات لاحقاً لتشمل «ضمان المشاركة الأمريكية في الأنشطة السرية في جميع أنحاء العالم، على أن يكون هناك تعاون قريب مع البريطانيين». لُقّب ستيفنسون رسمياً بمسؤول مراقبة جوازات السفر البريطانية، فإنشاء شبكة استخبارات سرية بريطانية في أنحاء نصف الكرة الأرضية الغربي كان مهمّة غير رسمية. عمل أيضاً بشكل سري وموسّع بالنيابة عن الحكومة البريطانية والحلفاء لمساعدتهم في كسب الحرب.
سرعان ما أصبح ستيفنسون مستشاراً مقرباً من روزفلت، حيث اقترح عليه تعيين صديقه وليام ج. «بيل الجامح» دونوفان مسؤولًا عن جميع أجهزة المخابرات الأمريكية.
أثّر تنسيق الأمن البريطاني في ظلّ ستيفنسون على وسائل الإعلام الأمريكية بشكل مباشر (بما في ذلك أعمدة الصحف الخاصة بوالتر وينشيل ودرو بيرسون)، كما أثّر على وسائل الإعلام في جميع بلدان النصف الآخر من الكرة الأرضية. وجّه ستيفنسون وسائل الإعلام باتجاه تأييد بريطانيا ومعاداة دول المحور. بعد دخول الولايات المتحدة إلى الحرب في ديسمبر من عام 1941، بدأ تنسيق الأمن البريطاني تدريب الجهات الأمريكية المروّجة للدعايات في مكتب معلومات الحرب الأمريكي في كندا. أثّرت جهود تنسيق الأمن البريطاني السرية في الاستخبارات والترويج الدعائي بشكل مباشر على تطورات الحرب في البرازيل والأرجنتين وكولومبيا وتشيلي وفنزويلا وبيرو وبوليفيا وباراغواي والمكسيك ودول أمريكا الوسطى وبرمودا وكوبا وبورتوريكو.
عمل ستيفنسون بلا أجر ووظّف مئات الأشخاص وخصوصاً النساء الكنديات في منظمته، كما غطّى الكثير من النفقات من جيبه الخاص. شملت قائمة موظّفيه خبير الاتصالات السرية العبقري بينجامين دي فورست «بات» بايلي ونابغة الإعلانات المستقبلية ديفيد أوجلفي. كما وظّف أيمي إليزابيث ثورب التي أُطلق عليها اسم «سينثيا» بهدف إغواء المسؤولين الفرنسيين الفيشيين للكشف عن شيفرات وأسرار «إنيجما» من سفارتهم في واشنطن.
لعلّ أحد أهم إسهامات ستيفنسون في المجهود الحربي هو إنشاء تنسيق الأمن البريطاني للمعسكر X، الذي كان اسماً غير رسمي لمدرسة التدريب السرية الخاصة رقم 103. يعتبر هذا المعسكر بمثابة منشأة شبه عسكرية للحرب العالمية الثانية، هدفها تدريب العملاء السريين على الأساليب المطلوبة للنجاح في العمليات السرية. تتفاوت التقديرات التي تناولت عدد المتدربين في هذا المعسكر، إلا أنه وصل إلى ما بين 500 و2000 ناشط سري بريطاني وكندي وأمريكي بين عامي 1941 و1945.
تشير التقارير إلى أن خريجي معسكر X كانوا «عملاء سريين أو رجال أمن أو ضباطًا في الاستخبارات أو خبراء في الحرب النفسية، حيث عمل جميعهم ضمن عمليات سرية». أُسر وعُذّب وأُعدم العديد منهم ولم يتلقّ الناجون أي تقدير فردي لما قاموا به. عمل خريجو معسكر X في أوروبا (إسبانيا والبرتغال وإيطاليا ومنطقة البلقان) وفي أفريقيا وأستراليا والهند والمحيط الهادئ. يُقال إن مؤلف كتاب جيمس بوند لاحقاً إيان فليمنج كان من بين خريجي المعسكر (على الرغم من وجود أدلة تثبت العكس).
اشترى تنسيق الأمن البريطاني جهاز إرسال باستطاعة تصل إلى 10 كيلو وات من محطة فيلادلفيا الإذاعية (WCAU) وثبّته في معسكر X. بحلول منتصف عام 1944، أرسل «هيدرا» (اسم جهاز الإرسال في المعسكر) 30,000 رسالة واستقبل 9000 رسالة أخرى يومياً، حيث كان معظمها من حركة استخبارات الحلفاء السرية عبر المحيط الأطلسي.

## إرثه
سُمّيت إحدى المكتبات العامة الجديدة في وينبيغ تيمّناً باسم ستيفنسون في عام 1997 بعد إجراء تصويت لتسميتها، كما تبرّع ليو مول للمكتبة بتمثال مصغّر لستيفنسون.
في 24 يوليو من عام 1999، كشفت الأميرة آن عن تمثال برونزي لستيفنسون وهو يرتدي زياً عسكرياً للفنان ليو مول، عُرض في مدينة وينيبيغ التي كانت مسقط رأسه بالقرب من المجلس التشريعي الإقليمي في شارع يورك. كُرّس النصب التذكاري لذكرى ستيفنسون وإنجازاته.